# Alfréd Jindra
Alfréd Jindra   (Praga, 31 de març de 1930 - Praga, 7 de maig de 2006) fou un piragüista txec que va competir sota bandera txecoslovaca durant la dècada de 1950.
El 1952 va prendre part en els Jocs Olímpics d'Estiu de Hèlsinki, on guanyà la medalla de bronze en la competició del C-1 10.000 metres del programa de piragüisme.
Poc abans dels Jocs de Melbourne de 1956 va contreure la poliomielitis, malaltia que li paralitzar la part inferior del cos i l'obligà a passar la resta de la seva vida en cadira de rodes.